# Michel Galabru
Michel Louis Edmond Galabru (Safí, 27 d'octubre de 1922-París, 4 de gener de 2016) va ser un actor francès.

## Biografia
Galabru va néixer en 1922 a Safí, el Marroc. Era fill de Yvonne Payré i Paul Galabru (1892-1988), un enginyer civil de l'Escola nacional de ponts i camins (ENPC). Gran part de la seva infància la va passar a Le Bousquet-d'Orb, departament d'Erau. Tenia dos germans.
Galabru es va formar en el Conservatori nacional d'art dramàtic de París. En 1950 va debutar en la prestigiosa Comédie-Française, on va interpretar a Shakespeare, Molière, Marivaux, Feydeau, Courteline, Jules Romains, entre d'altres.
Va aparèixer en més de 200 pel·lícules i sèries de televisió. Va treballar amb directors com Bertrand Blier, Costa-Gavras, Luc Besson i Jean-Luc Godard. També era conegut per les seves col·laboracions amb Louis de Funès en Le Gendarme de Saint-Tropez, Le gendarme se marie, Le Gendarme et Les Extra-Terrestres, Le Gendarme en balade, Le Gendarme à New York, Le Gendarme et les Gendarmettes, Le Petit Baigneur i Nous irons à Deauville.
En 1977, va guanyar el Premi César al millor actor pel seu paper en la pel·lícula El jutge i l'assassí.
Va morir el 4 de gener de 2016 a París.

## Filmografia
| Any  | Títol                                                         | Paper                                        | Notes         |  |
| ---- | ------------------------------------------------------------- | -------------------------------------------- | ------------- |  |
| 1948 | La bataille du feu                                            | Extra - Un bomber                            | Sense crèdits |  |
| 1949 | Dernière heure, édition spéciale                              |                                              |               |  |
| 1951 | Ma femme, ma vache et moi                                     |                                              |               |  |
| 1954 | Les Lettres de mon moulin                                     | Baptistin                                    |               |  |
| 1958 | Suivez-moi jeune homme                                        | Aristide Oranos                              |               |  |
| 1959 | Du rififi chez les femmes                                     | El bomber belga                              |               |  |
| 1960 | Les Mordus                                                    | Fred                                         |               |  |
| 1961 | La Fayette                                                    | El guarda en el centre                       |               |  |
| 1962 | War of the Buttons                                            | El pare de Bacaillé                          |               |  |
| 1962 | Nous irons à Deauville                                        | Monsieur Mercier, el cap                     |               |  |
| 1964 | Le Gendarme de Saint-Tropez                                   | Jérôme Gerber                                |               |  |
| 1965 | Angelica and the King                                         | Bontemps                                     |               |  |
| 1965 | Gendarme in New York                                          | Jérôme Gerber                                |               |  |
| 1966 | Brigade antigangs                                             | Larmeno                                      |               |  |
| 1967 | The Little Bather                                             | Scipion                                      |               |  |
| 1968 | Le gendarme se marie                                          | Jérôme Gerber                                |               |  |
| 1970 | Le gendarme en balade                                         | Jérôme Gerber                                |               |  |
| 1971 | Jo                                                            | Monsieur Tonelotti                           |               |  |
| 1972 | Le Viager                                                     | Léon Gallipeau                               |               |  |
| 1973 | La dernière bourrée à Paris                                   | Jules Payrac                                 |               |  |
| 1973 | Le Grand Bazar                                                | Émile                                        |               |  |
| 1974 | Les Vacanciers                                                | Aloyse Frankensteinmuhl                      |               |  |
| 1974 | Y'a un os dans la moulinette                                  | Émile                                        |               |  |
| 1974 | Section spéciale                                              | President Cournet                            |               |  |
| 1974 | No Pockets in a Shroud                                        | Thomas                                       |               |  |
| 1976 | Le Trouble-fesses                                             | Eugène Lajoux                                |               |  |
| 1973 | The Judge and the Assassin                                    | Joseph Bouvier                               |               |  |
| 1973 | Group Portrait with a Lady                                    | Walter Pelzer                                |               |  |
| 1977 | The Cat                                                       | Inspector Francisci                          |               |  |
| 1977 | Le beaujolais nouveau est arrivé                              | The captain                                  |               |  |
| 1977 | L'Amour en herbe                                              | Morel                                        |               |  |
| 1978 | La Cage aux folles                                            | Simon Charrier                               |               |  |
| 1979 | Le gendarme et les extra-terrestres                           | Jérôme Gerber                                |               |  |
| 1979 | Le Guignolo                                                   | Achille Sureau                               |               |  |
| 1979 | Cop or Hood                                                   | Commissioner Grimaud                         |               |  |
| 1980 | La Cage aux Folles II                                         | Simon Charrier                               |               |  |
| 1980 | L'Avare                                                       | Maître Jacques                               |               |  |
| 1980 | Les sous-doués                                                | The Police Commissioner                      |               |  |
| 1980 | I'm Photogenic                                                | Del Giudice, the producer                    |               |  |
| 1981 | Le bahut va craquer                                           | The Principal                                |               |  |
| 1982 | El gendarme i les gendarmes (Le Gendarme et les Gendarmettes) | Jérôme Gerber                                |               |  |
| 1983 | One Deadly Summer                                             | Gabriel, Eliane's father                     |               |  |
| 1983 | Papy fait de la résistance                                    | Jean-Robert Bourdelle, també anomenat "Papy" |               |  |
| 1983 | Le braconnier de Dieu                                         | Hilaire                                      |               |  |
| 1984 | Notre histoire                                                | Emile Pecqueur                               |               |  |
| 1984 | The Telephone Always Rings Twice                              | Marraine                                     |               |  |
| 1985 | Subway                                                        | Inspector Gesberg                            |               |  |
| 1985 | Casa de boges 3 (La Cage aux Folles 3: The Wedding)           | Simon Charrier                               |               |  |
| 1985 | Tranches de vie                                               | El pagès                                     |               |  |
| 1985 | Le Facteur de Saint-Tropez                                    | Charles de Lespinasse                        |               |  |
| 1986 | Kamikaze                                                      | Albert                                       |               |  |
| 1987 | Keep Your Right Up                                            | L'Almirall                                   |               |  |
| 1989 | La Révolution française                                       | Maury, el clergue                            |               |  |
| 1990 | Uranus                                                        | Monglat                                      |               |  |
| 1992 | Belle époque                                                  | Danglard                                     |               |  |
| 1996 | My Man                                                        | Un client de Marie                           |               |  |
| 1998 | Que la lumière soit                                           | Déu del sud                                  |               |  |
| 1999 | Asterix & Obelix Take On Caesar                               | Abraracourcix, el cap                        |               |  |
| 2000 | Les Acteurs                                                   | L'actor mort                                 |               |  |
| 2003 | Raining Cats and Frogs                                        | Roger (veu)                                  |               |  |
| 2004 | The Magic Roundabout                                          | Zabadie (veu)                                |               |  |
| 2005 | La profecia de les granotes (La prophétie des grenouilles)    | (veu)                                        |               |  |
| 2008 | Bienvenue chez les Ch'tis                                     | Oncle de Julie                               |               |  |
| 2009 | Neuilly sa mère!                                              | Senador                                      |               |  |
| 2009 | Le Petit Nicolas                                              | El Secretari Nacional d'Educació             |               |  |
| 2010 | Mumu                                                          | Gatineau                                     |               |  |
| 2010 | Love Like Poison                                              | Jean Falguères                               |               |  |